# Svetlana Allilouïeva
Svetlana Iossifovna Allilouïeva (en russe : Светлана Иосифовна Аллилуева, en géorgien : სვეტლანა ალილუევა, connue aussi sous le nom de Lana Peters), née le 28 février 1926 à Moscou et morte le 22 novembre 2011 à Richland Center (Wisconsin), est le plus jeune enfant et la seule fille de Joseph Staline, née de son second mariage avec Nadejda Allilouïeva-Staline. En 1967, elle fuit l'URSS et demande l'asile politique aux États-Unis, dont elle obtient la nationalité.

## Biographie

### Premières années et mariages

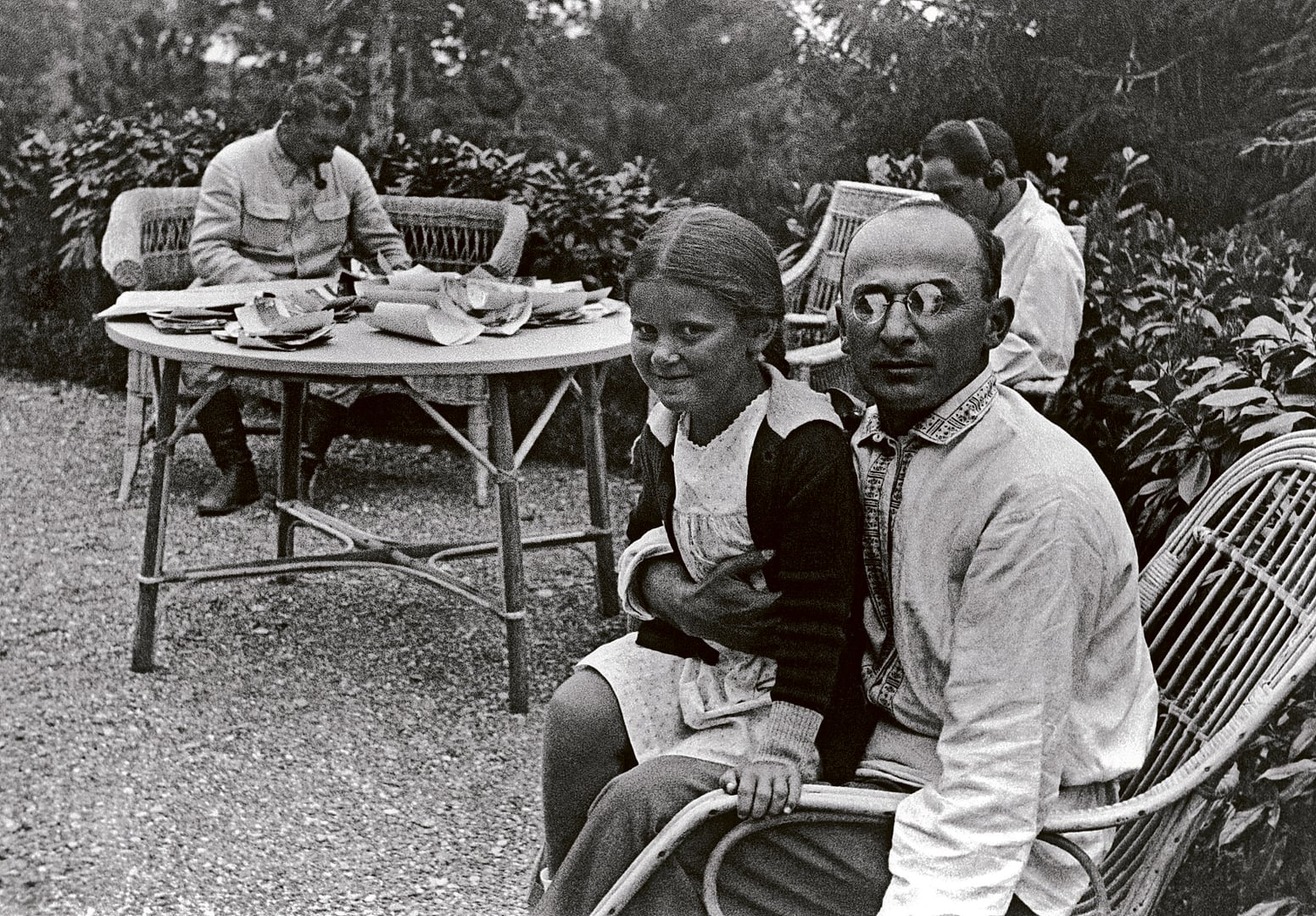
La jeune Svetlana Allilouïeva sur les genoux de Lavrenti Beria, avec Staline (au second plan).

Née à la polyclinique du Kremlin (en) à Moscou, Svetlana est l'enfant préférée de Staline, qui la gâte pendant son enfance. Sa mère se suicide en 1932 alors qu'elle n'a que six ans. Ne comprenant pas sa mort, elle demande encore un mois après quand sa mère reviendrait de vacances. Elle apprend les circonstances de ce décès par hasard, dix ans plus tard, en traduisant un magazine occidental pour travailler son anglais.

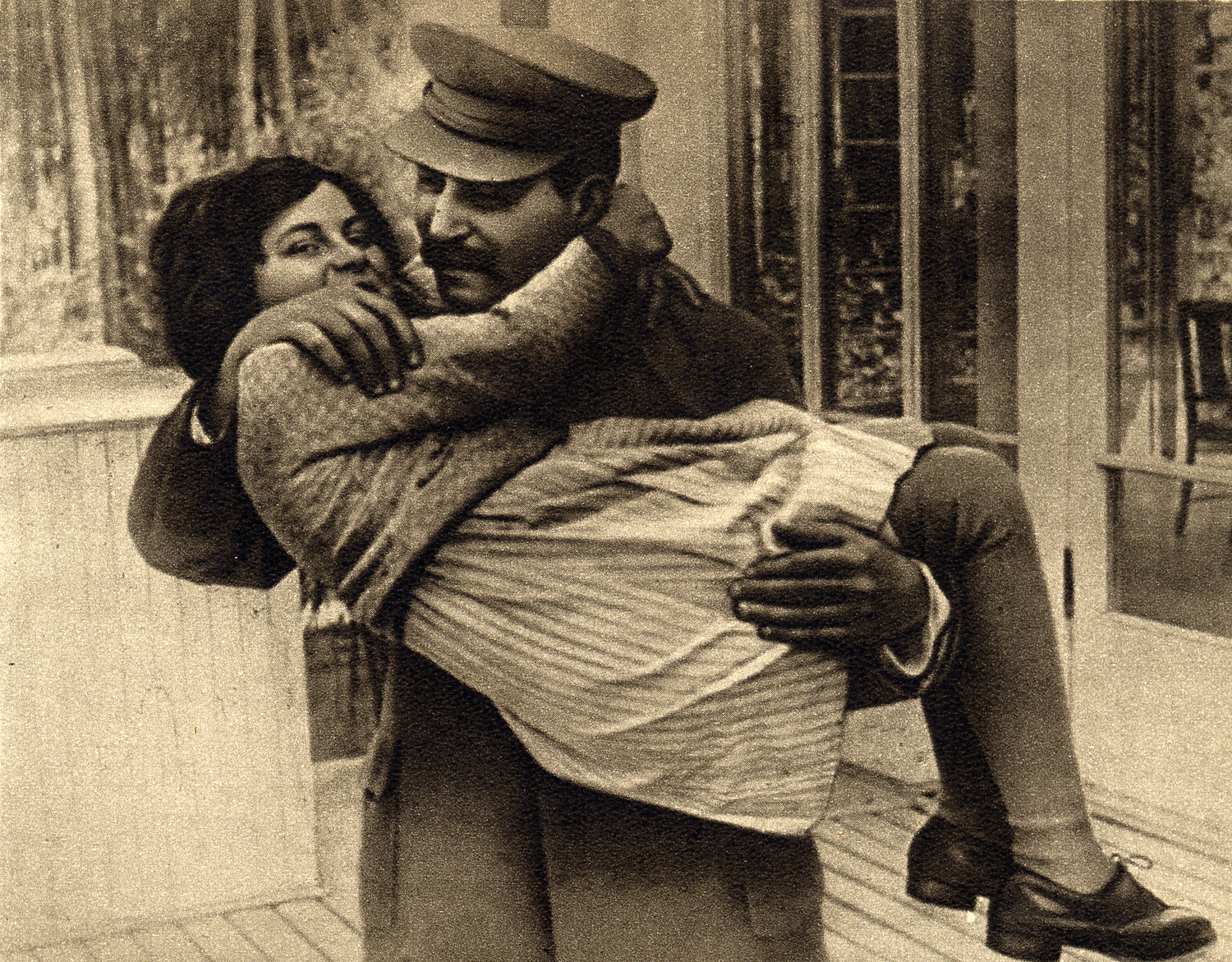
Svetlana avec son père en 1935.

À l'âge de 16 ans, elle entame une liaison amoureuse avec le comédien juif Alexis Kapler, âgé de 40 ans. Son père l'oblige en 1943 à rompre ses fiançailles avec celui-ci en raison de leur écart d'âge. Kapler est ensuite envoyé au Goulag, condamné à dix ans d'exil dans la ville minière de Vorkouta, d'où il ne revient qu'après la mort de Staline.
Svetlana Allilouïeva s'est mariée trois fois en Union soviétique. Son premier mari est Grigori Morozov (ru), d'origine juive. Le couple a un fils, Joseph (Iossif), né le 22 mai 1945 puis divorce en 1947. Elle affirme que Staline lui aurait déclaré : « Vas-y, épouse-le, mais je ne le rencontrerai jamais ton Juif ! »
Son deuxième mari est Iouri Jdanov (ru), fils d'Andreï Jdanov, le bras droit de Joseph Staline. Mariés en 1949, ils ont une fille, Iekaterina, née le 5 mai 1950. Le mariage est rompu quelque temps plus tard.
Le 27 août 1949, elle fait la une de Paris Match : elle est vue de trois-quarts et de dos, le torse entièrement dénudé, et elle sourit. La propagande soviétique cherche ainsi à courtiser l'Europe alors alliée aux États-Unis en montrant au magazine une photo « sexy » de la fille de Staline. Cette photo est ainsi supposée donner un visage humain au régime politique dictatorial dirigé par son père.
À cause des relations de plus en plus tendues avec son père, Svetlana abandonne le nom de son père après la mort de celui-ci pour n'utiliser que celui de jeune fille de sa mère (Allilouïeva). Bilingue anglais, elle travaille alors comme interprète et étudie à l'université d'État de Moscou (elle y sera enseignante) l'histoire des États-Unis. Elle ne se déclare pas surprise des révélations du XXe Congrès (1956).
Après 1953, lorsqu'Alexis Kapler est libéré du goulag, elle renoue plusieurs fois avec lui et ils ont une liaison, alors qu'il est remarié. Elle confiera a posteriori que c'était l'homme de sa vie.
À la fin des années 1950, elle est mariée brièvement à Ivan Svanidzé (en), économiste spécialiste de l'Afrique, neveu de la première femme de son père.

### Asile politique
À partir de 1963, elle entame une liaison avec Brajesh Singh (en), membre du Parti communiste indien mais ils ne sont pas autorisés à se marier. À la mort de Singh à Moscou en 1966, Svetlana reçoit l'autorisation de rapporter ses cendres en Inde. Après deux mois passés en Inde, elle profite de ce séjour pour s'enfuir d'URSS en réclamant l'asile politique à l'ambassade des États-Unis à New Delhi le 6 mars 1967. Elle laisse derrière elle, en URSS, son fils Joseph Allilouïev-Morozov (en) (22 ans) et sa fille Iekaterina (Katia) Jdanova (d) (17 ans).

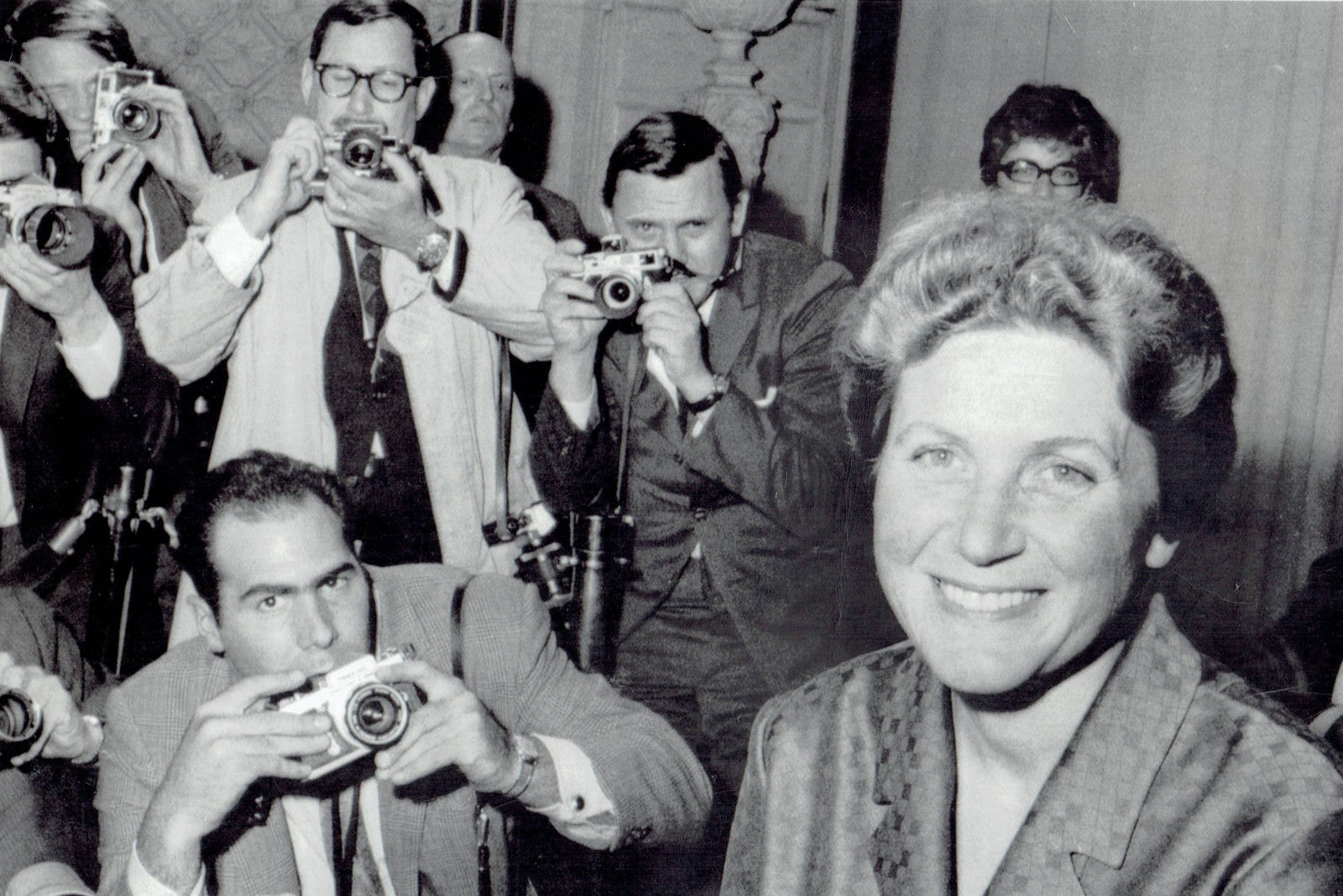
Svetlana en 1967.

Elle arrive à New York le 21 avril 1967, via Rome et un court séjour en Suisse. C'est lors des six semaines qu'elle a passées en Suisse qu'une partie essentielle de son destin s'est jouée. Les autorités helvétiques ont déployé les grands moyens pour la loger dans des lieux tenus secrets, l'isoler du public et surtout l'empêcher de rencontrer la presse, alors qu'elle avait reçu un statut de touriste valable pour résider trois mois dans ce pays. Là, George F. Kennan est venu la trouver pour régler les formalités de son départ pour les États-Unis, aidé d'avocats américains et suisses. Ces derniers ont notamment négocié la cession des droits d'auteur d'un manuscrit qu'elle avait rédigé à Moscou et emporté avec elle. Ce texte, une autobiographie intitulée Vingt lettres à un ami, lui fut acheté en Suisse par la maison d'édition new-yorkaise Harper & Row, pour une somme importante : 1,5 million de dollars. L'argent a ensuite été transféré sur des comptes aux États-Unis, par l'intermédiaire de sociétés basées au Liechtenstein.
Lors de sa première conférence de presse aux États-Unis, elle dénonce la dictature de son père et le régime soviétique. Son autobiographie Vingt Lettres à un ami (1968) est publiée à l'occasion du cinquantième anniversaire de la révolution russe. Dans ce livre, elle raconte qu'elle avait demandé à son père pourquoi son beau-fils Grigori Morozov (qui était juif) avait été arrêté, ce à quoi il lui avait répondu : « Tu ne comprends pas ! Toute la vieille génération est infectée par le sionisme et ils l’enseignent à leurs jeunes ». La publication du livre provoquant des tensions diplomatiques entre l'Est et l'Ouest, la date de publication est finalement avancée pour ne pas coïncider avec les célébrations soviétiques.
Svetlana Allilouïeva s'installe dans le New Jersey, aux États-Unis, d'abord à Princeton, puis à Pennington. À une époque, elle déménage presque chaque année.
Elle correspond pendant plusieurs années avec le diplomate George F. Kennan.
En 1970, Svetlana Allilouïeva épouse William Wesley Peters (en), un architecte qui fut l'apprenti de Frank Lloyd Wright, après avoir sympathisé avec sa mère, Olgivanna Lloyd Wright. William Wesley Peters devient donc son quatrième mari. Elle prend le nom de Lana Peters et met au monde une fille prénommée Olga le 21 mai 1971, mais le couple finit par se séparer en 1973. Elle a beaucoup dépensé pour rembourser les dettes de son mari puis financer une ferme d'élevage qui s’avérera être un gouffre financier.
Il faut préciser que l'asile politique ne lui a jamais été accordé. Svetlana Allilouïeva, devenue Peters, a obtenu la citoyenneté américaine en 1978, en vertu du traitement réservé aux anciens membres du Parti communiste : dix ans de « quarantaine » et de résidence permanente aux États-Unis, avant de pouvoir postuler.

### Retour en URSS
En 1982, Svetlana Allilouïeva et sa fille Olga s'installent à Cambridge, en Angleterre. Son fils reprend également contact avec elle par téléphone. En 1984, elle revient en URSS afin de revoir ses deux premiers enfants (Joseph est devenu cardiologue et Iekaterina géologue), avec lesquels elle n'avait jamais vraiment reparlé depuis sa fuite à l'Ouest, ainsi que ses deux petits-enfants, qu'elle n'avait jamais vus. À la suite de l'hospitalisation de son fils Joseph à Moscou, elle décide de rester en URSS, puis, avec sa fille Olga, elle s'installe quelque temps à Tbilissi, en Géorgie. Incapable de se réadapter à la vie en URSS (notamment les témoignages d'affection vis-à-vis du souvenir de son père), elle sollicite en décembre 1985 de Mikhaïl Gorbatchev l'autorisation de quitter le pays. Le 16 avril 1986, elle est de retour en Amérique.

### Dernières années
À partir de 1986, Svetlana Allilouieva vit principalement en Angleterre et aux États-Unis. Après quelque temps passé au cours des années 1990 à Bristol (où elle devient catholique en 1993), puis dans le Wisconsin, elle réside dans le nord de la Californie. Elle vit d'aides sociales. Son fils Joseph meurt en 2008.
Elle meurt le 22 novembre 2011 des suites d'un cancer du côlon dans une maison de retraite à Richland Center, au Wisconsin, aux États-Unis.
Sa fille Olga, convertie au bouddhisme, se nomme Chrese Evans (changement de prénom choisi à l'adolescence et nom d'un mari dont elle a divorcé) et vit à Portland en Oregon où elle gère une boutique d'antiquités. Elle n'a pas d'enfant.

## Vie privée et familiale
Svetlana recevait bien plus d’affection de son père que de sa mère, laquelle favorisait Vassili. Nadia était très stricte avec Svetlana, au point que cette dernière ne put se souvenir de marques de tendresse maternelle, alors que Staline adorait étreindre sa fille. Pourtant, ce fut sa mère que Svetlana plaça sur un piédestal, la voyant comme une sainte intouchable.
Ses relations avec son frère étaient compliquées. Très jeune, alors que Svetlana lui prêtait beaucoup d’attention, Vassili aimait lui raconter des histoires sexuelles qui la mettaient très mal à l’aise ; ces histoires gâtèrent leur relation, et Svetlana admit qu’elle en garda des séquelles dans sa vie sexuelle ultérieure.

## Publications
- Vingt Lettres à un ami, traduit du russe par Jean-Jacques et Nadine Marie, Le Seuil, Paris, 1967. Twenty Letters to a Friend (autobiographie, 1967, Londres, écrit en 1963)  (ISBN 0-06-010099-0)
- En une seule année, Robert Laffont, Paris, 1970. Traduction de Paul Chavchavadze, Only One Year, Harper & Row (1969), 444 p.,  (ISBN 0-06-010102-4)
- Faraway Music (1984, Inde ; 1992, Moscou)